# Серни-ле-Бюси
Серни́-ле-Бюси́ (фр. Cerny-lès-Bucy) — коммуна во Франции, находится в регионе Пикардия. Департамент коммуны — Эна. Входит в состав кантона Лан-1. Округ коммуны — Лан.
Код INSEE коммуны — 02151.

## Население
Население коммуны на 2010 год составляло 116 человек.
| 1962 | 1968 | 1975 | 1982 | 1990 | 1999 | 2010 |
| ---- | ---- | ---- | ---- | ---- | ---- | ---- |
| 120  | 113  | 107  | 100  | 113  | 114  | 116  |

## Экономика
В 2010 году среди 78 человек трудоспособного возраста (15—64 лет) 61 были экономически активными, 17 — неактивными (показатель активности — 78,2 %, в 1999 году было 75,0 %). Из 61 активных жителей работали 57 человек (34 мужчины и 23 женщины), безработных было 4 (2 мужчин и 2 женщины). Среди 17 неактивных 6 человек были учениками или студентами, 7 — пенсионерами, 4 были неактивными по другим причинам.